# Dans la chaleur de Saint-Tropez
Dans la chaleur de Saint-Tropez és una pel·lícula pornogràfica produïda l'any 1982 per Gérard Kikoïne, pel seu repartiment i el to utilitzat, aquesta obra que es va emetre a Canal+ i és considerada en la seva categoria un treball insígnia de la producció d'aquells anys.

## Sinopsi
Un productor de pel·lícules pornogràfiques demana a un dels seus col·laboradors que catxi una noia per fer-la rodar una pel·lícula de manera subrepticia. Aleshores, Karine menteix als seus pares fent-los creure que se'n va a la Bretanya i s'incorpora a l'equip de filmació de Saint-Tropez on se li nega i s'enamora d'un dels actors amb qui acaba fugint. Però la pel·lícula està rodada i quan torna a París, descobreix el seu pare mirant la cinta en què va ser filmada.

## Reparatiment
- Cathy Ménard: La dona a la sorra
- Alban Ceray :	El "patró"
- Jean-Pierre Armand: Eddy
- Olinka Hardiman :	Zaza
- Mika Barthel: L'amiga de Karine
- Dany Berger :	Alain
- Marilyn Jess: Karine
- Olivier Mathot: Gaston, el pare de Karine
- Gil Lagardère: Peter
- Veronica Celes: La dona al vaixell
- Élodie Delage
- Gérard Houda

## Al voltant de la pel·lícula
- La pel·lícula es va presentar al Centre Pompidou de París com a part del cicle "Bertrand Bonello - Resonances" el 4 d'octubre de 2014.[2]
- Gérard Kikoïne escriu a les seves memòries que l'any 2009 « Dans la chaleur de Saint-Tropez » fou escollida per clausurar "l’Étrange Festival" de Lió (reanomenada "Hallucinations Collectives" després), i que dels 400 espectadors, hi havia 180 dones.[3]